# Episodi de Il commissario Moulin (quinta stagione)
| nº | Titolo originale             | Titolo italiano  | Prima TV Francia  | Prima TV Italia |
| -- | ---------------------------- | ---------------- | ----------------- | --------------- |
| 1  | Syndrome de menace           |                  | 21 ottobre 1993   |                 |
| 2  | Mort d'un officier de police |                  | 17 marzo 1994     |                 |
| 3  | Qu'un sang impur             |                  |                   |                 |
| 4  | Le Récidiviste               |                  | 14 novembre 1994  |                 |
| 5  | Illégitime défense           |                  |                   |                 |
| 6  | Cité interdite               |                  | 19 dicembre 1996  |                 |
| 7  | Lady in blue                 |                  | 22 maggio 1997    |                 |
| 8  | Présomption d'innocence      |                  | 12 febbraio 1998  |                 |
| 9  | Le Bleu                      |                  | 28 maggio 1998    |                 |
| 10 | 36 quai des ombres           |                  | 19 marzo 1998     |                 |
| 11 | Silence radio                |                  | 17 settembre 1998 |                 |
| 12 | Sérial Killer                |                  | 9 dicembre 1999   |                 |
| 13 | Passage protégé              | Strisce pedonali | 11 maggio 2000    | 12 gennaio 2008 |

## Syndrome de menace
- Titolo originale: Syndrome de menace
- Diretto da: Yves Rénier
- Scritto da: Franck Mancuso, Franck Moreno, Yves Rénier

## Mort d'un officier de police
- Titolo originale: Mort d'un officier de police
- Diretto da: Jean-Louis Daniel
- Scritto da: Gérard Cuq, Olivier Marchal, Yves Rénier